# パープルフリンジ

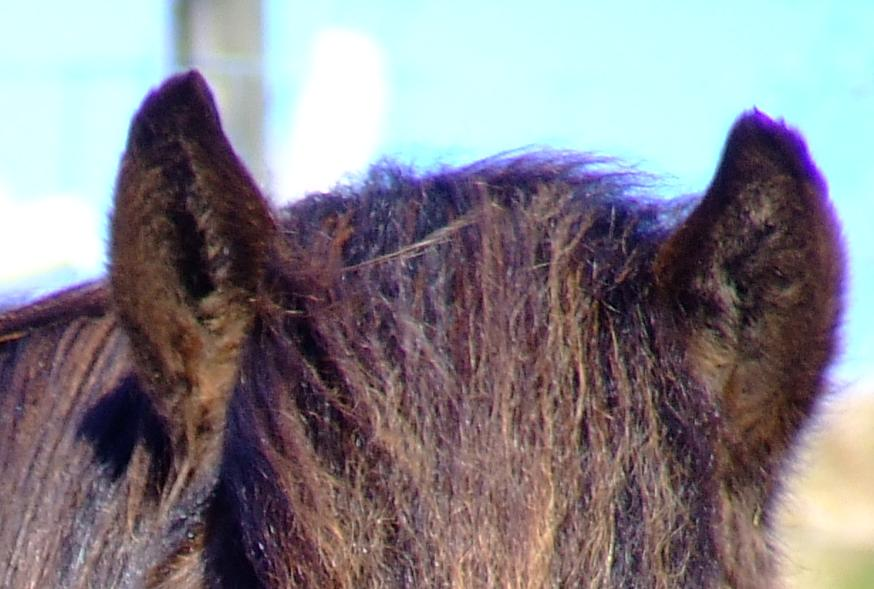

パープルフリンジとは、デジタルスチルカメラ等において、高輝度部分に隣り合った低輝度部分に紫色やマゼンタ色の偽色が出る現象のことである。高輝度部に隣接する低輝度部に発生する偽色は英語でcolor fringingと総称され、デジタル領域での幾何学的な倍率色収差の補正で解決する場合も多い。パープルフリンジと言う用語が使われる場合は、倍率色収差に起因しない症状を指していると考えられる。

## 概要
軸上色収差、センサーのフォトセルから溢れた電子の隣接フォトセルへの混入（ブルーミング）、Bayer補完などの処理アルゴリズム、などの複数の要因が、単一で、あるいは複合して現象を発生させていると考えられている。軸上色収差起因の場合、青色や青紫色のパープルフリンジになることが多い。ブルーミング起因の場合、偽色の色はホワイトバランスゲインによって作られるため、赤色と青色に同程度のゲインがかけられることが多い一般的なセンサーと屋外条件では色はマゼンタ色になることが多い。

## 対策方法
軸上色収差に起因する場合、レンズの設計によっては絞り込むことで症状が軽減する場合がある。ただし、レンズによっては、絞り込んだ方が軸上色収差が大きくなる場合もあるので注意。
ブルーミング起因の場合、センサーの感度設定を高感度寄りにすることで解決する場合が多い。CMOSセンサーにはブルーミングは発生しない、とする説明が多く見られるが、これは、CCDセンサーの転送CCDに溢れた電子が混入して生じるスミアと混同した間違いである。